# Uwe Rosenberg
Uwe Rosenberg (nascido em Aurich, em 27 de março de 1970) é um designer de jogos de tabuleiro alemão. Ele confundou a Lookout Games. Inicialmente reconhecido por seu jogo de cartas Bohnanza, que alcançou sucesso tanto na Alemanha quanto internacionalmente, ele se tornou mais conhecido por desenvolver vários jogos de estratégia aclamados, como Agricola e A Feast for Odin. Em março de 2023, seus jogos ocupavam seis posições entre os 100 melhores jogos de tabuleiro de todos os tempos no BoardGameGeek.com.

## Biografia
Nascido em Aurich, na Alemanha, Rosenberg começou a se interessar pelo desenvolvimento de jogos e seus mecanismos aos 12 anos de idade. Durante seus anos escolares, ele publicou uma série de jogos por correspondência. Enquanto ainda estava na faculdade, seu primeiro grande sucesso, Bohnanza, foi publicado pela Amigo. Após concluir seus estudos de estatística em Dortmund, onde sua tese abordou "Distribuições de probabilidade na memória", Rosenberg dedicou-se principalmente ao desenvolvimento de jogos.
Em 2000, ele se juntou a alguns outros criadores de jogos para estabelecer a Lookout Games, uma editora de jogos. Lançou várias expansões para Bohnanza, algumas das quais foram desenvolvidas em colaboração com Hanno Girke. Projetos mais ambiciosos foram primeiramente lançados por outras editoras, como Amigo e Kosmos.
Desde 2005, Rosenberg tem se concentrado principalmente em jogos complexos de estratégia econômica, muitas vezes com tema de agricultura ou pesca: sua primeira produção, Agricola, foi lançado em outubro de 2007 e ganhou um prêmio especial Spiel des Jahres de melhor jogo complexo no ano seguinte. Ele destronou Porto Rico como o jogo com melhor classificação no BoardGameGeek.com em setembro de 2008 e permaneceu no topo do ranking até março de 2010. Um segundo jogo desta série, Le Havre, foi publicado em outubro de 2008, assim como Caverna, em 2013. Seu jogo com melhor classificação era em março de 2023 A Feast for Odin, em 23º lugar no BoardGameGeek.com.
Muitos dos designs de Rosenberg foram reconhecidos como excelentes para jogos solitários.

## Jogos
- Bohnanza (1997)[8]
- Mamma mia (1998)[9]
- Babel (2000)[10]
- Bali (2001)[11]
- Agricola (2007)[12]
- Le Havre (2008)[13]
- At the Gates of Loyang (2009)[14]
- Merkator (2010)[15]
- Ora et Labora (2011)[16]
- Agricola: All Creatures Big and Small (2012)[17]
- Le Havre: The Inland Port (2012)[18]
- Caverna (2013)[19]
- Glass Road (2013)[20]
- Patchwork (2014)[21]
- Fields of Arle (2014)[22]
- Hengist (2015)
- A Feast for Odin (2016)[23]
- Cottage Garden (2016)[24]
- Caverna: Cave vs. Cave (2017)[25]
- Indian Summer (2017)[26]
- Nusfjord (2017)[27]
- Reykholt (2018)[28]
- Spring Meadow (2018)
- Caverna: Cave vs. Cave - Era II (2018)
- Robin Von Locksley (2019)
- Nova Luna (2019)
- Fairy Trails (2020)
- New York Zoo (2020)
- Hallertau (2020)
- Sagani (2020)
- Armonia  (2021)
- Tulpenfeiber (2021)
- Oranienburger Kanal (2022)
- Atiwa (2022)
- Applejack (2022)
- Framework (2022)
- Planta Nubo (2023)